# (29210) Robertbrown
(29210) Robertbrown est un astéroïde de la ceinture principale.

## Description
(29210) Robertbrown est un astéroïde de la ceinture principale. Il fut découvert le 4 septembre 1991 à La Silla par Eric Walter Elst. Il présente une orbite caractérisée par un demi-grand axe de 2,81 UA, une excentricité de 0,17 et une inclinaison de 12,7° par rapport à l'écliptique.
Il est nommé d'après le botaniste Robert Brown.